# ناحیه حوف
ناحیهٔ حوف (به عربی: مدیریة حوف) یک ناحیه در یمن است که در استان مهره واقع شده‌است.
ناحیهٔ حوف ۵٬۱۴۳ نفر جمعیت دارد.